# Montcerf-Lytton
Montcerf-Lytton är en kommun i provinsen Québec i Kanada. Den ligger i regionen Outaouais, i den sydöstra delen av landet, 130 km norr om huvudstaden Ottawa.